# Kostaryka na Mistrzostwach Świata w Lekkoatletyce 2011
Kostaryka na Mistrzostwach Świata w Lekkoatletyce 2011 – reprezentacja Kostaryki podczas czempionatu w Daegu liczyła 2 zawodników.

## Występy reprezentantów Kostaryki

### Mężczyźni

#### Konkurencje biegowe
| Konkurencja   | Zawodnik    | Runda 1  | Runda 1 | Runda 2  | Runda 2 | Półfinał | Półfinał | Finał    | Finał   |
| Konkurencja   | Zawodnik    | Rezultat | Pozycja | Rezultat | Pozycja | Rezultat | Pozycja  | Rezultat | Pozycja |
| ------------- | ----------- | -------- | ------- | -------- | ------- | -------- | -------- | -------- | ------- |
| Bieg na 400 m | Nery Brenes |          |         | 45,47    | 17 q    | 45,93    | 17       |          |         |

### Kobiety

#### Konkurencje biegowe
| Konkurencja                | Zawodnik       | Runda 1  | Runda 1 | Runda 2  | Runda 2 | Półfinał | Półfinał | Finał    | Finał   |
| Konkurencja                | Zawodnik       | Rezultat | Pozycja | Rezultat | Pozycja | Rezultat | Pozycja  | Rezultat | Pozycja |
| -------------------------- | -------------- | -------- | ------- | -------- | ------- | -------- | -------- | -------- | ------- |
| Bieg na 400 m przez płotki | Sharolyn Scott |          |         | 58,78    | 33      |          |          |          |         |